# Dorsum Arduino
Das Dorsum Arduino ist ein Dorsum auf dem Erdmond. Sein mittlerer Durchmesser ist 107 km. 1976 wurde es nach dem italienischen Geowissenschaftler Giovanni Arduino benannt.